# Zareh Baronian
Zareh Baronian, nato Hagop Baronian (Bucarest, 2 ottobre 1941 – 13 aprile 2017), è stato un teologo romeno di origine armena.
Zareh Baronian ha il ruolo di archimandrita mitroforo della Chiesa apostolica armena di Bucarest. Ha coperto il ruolo di parroco della Cattedrale e Vicario della Arciscopia armena tra gli anni 1965-2001.

## Biografia
Zareh Baronian nacque con il nome di battesimo Hagop il 2 ottobre 1941 a Bucarest, in una famiglia di insegnanti e teologi. Suo padre era professore presso la Scuola Armena di Bucarest, mentre la madre, Haiguhi, era insegnante di lingua armena e tedesca nelle scuole elementari. Dopo la Scuola Elementare Armena di Bucarest, con l'aiuto del Ministero dell'istruzione e su richiesta della Presidenza scolastica, a partire dal 1955, seguì il Liceo Pedagogico di Erevan; in seguito, tra gli anni 1959-1961, lavorò come maestro elementare presso la Scuola Armena di Bucarest.
Nel 1961, in seguito alla proposta del nuovo gerarca dell'Eparchia Armena della Romania, Dirair Mardichian, tenendo conto sia del desiderio personale, che di quello dei genitori e con il supporto del Dipartimento del Culto della Romania, Zareh Baronian fu mandato a Echmiadzin (Armenia) per seguire il corso dell'Accademia presso la Patriarchia Armena.
Nel 1963, il giorno di Santa Croce venne promosso diacono e, con la benedizione del Patriarca Vasken I della Chiesa Armena, seguì un anno di studi nell'Accademia teologica di Zagorsk (Russia).
Nell'inverno del 1965, sostenne la tesi di laurea e il 10 gennaio dello stesso anno viene promosso geromonaca e cambiò il nome da Hagop a Zareh, secondo i cannoni della Chiesa Ortodossa.
Tra il 1967 e il 1970 seguì i corsi per il dottorato nell'Istituto Teologico Universitario di Bucarest, sezione pratica, sotto l'insegnamento P.C.Pr. Professore Dottor Ene Braniste e nell'anno 1975, sostenne la tesi di dottorato dal titolo La liturgia della Chiesa Armena nell'ambito delle liturgie di altri riti liturgici. Studio comparatistico.
Nel 1969 viene investito archimandrita nella Chiesa San Mesopio di Osagan (Armenia) e dopo due anni, nella Cattedrale Patriarcale di Echimiadzin (Armenia) viene nominato mitroforo, ricevendo la Croce Patriarcale. Nello stesso anno venne premiato con La Croce Patriarcale dalla parte del Patriarca Giustiniano Marina, della Chiesa ortodossa rumena.